# Не гледај горе
Не гледај горе (енгл. Don't Look Up) амерички је научнофантастични филм из 2021. године, сценаристе, продуцента и редитеља Адама Макаја (коме је у продукцији помогао Кевин Месик), а ансамблску поделу улога чине Леонардо Дикаприо, Џенифер Лоренс, Мерил Стрип, Кејт Бланчет, Роб Морган, Џона Хил, Марк Рајланс, Тајлер Пери, Тимоти Шаламе, Рон Перлман, Аријана Гранде и Скот Мескади. Прича о двоје астронома који покушавају да упозоре човечанство о приближавању комете која ће уништити људску цивилизацију. Догађај утицаја је алегорија за глобално загревање, а филм је сатира владине, политичке и медијске равнодушности према климатској кризи.
У продукцији Hyperobject Industries-а и Bluegrass Films-а, филм је најављен у новембру 2019, а Paramount Pictures га је продао Netflix-у неколико месеци касније. Лоренсова је постала први члан глумачке екипе који се придружио пројекту, а Дикаприо је потписао након што је преправио Макајев сценарио; остатак глумачке екипе је најављен до краја 2020. године. Снимање је првобитно требало да почне у априлу 2020. у околини Масачусетса, али је одложено до новембра због актуелне пандемије ковида 19, а затим је трајало до фебруара 2021. године.
Филм је објављен у одабраним биоскопима 10. децембра 2021. године, пре него што је објављен на Netflix-у 24. децембра. Добио је помешане критике критичара, који су похвалили глумачку екипу, али су били подељени по мери Макајеве сатире; неки су га сматрали спретним, док су га други критиковали због самозадовољавања и грубости. Филм је добио више позитивних критика од научника. Упркос критичком пријему, филм је проглашен једним од десет најбољих у 2021. од стране Националног одбора за рецензију филмова и Америчког филмског института. Добио је четири номинације на 79. додели награда Златни глобус, као што је најбољи филм у категорији мјузикла или комедије, и шест на 27. додели Награда по избору критичара, као што је најбољи филм. Не гледај горе поставио је нови рекорд за највише сати гледања у једној недељи на Netflix-у и постао други најгледанији филм на Netflix-у у року од 28 дана од објављивања.

## Радња
Кејт Дибијански, астроном на Државном универзитету у Мичигену на докторским студијама која ради са телескопом Субару, открива раније непознату комету унутар Јупитерове орбите на 4,6 au од Сунца. Њен професор др Рандал Минди израчунао је да ће то утицати на Земљу за око шест месеци и да је довољно велика да изазове масовно изумирање широм планете, како Наса интерно потврђује. У пратњи шефа Координационе канцеларије за планетарну одбрану др Тедија Оглторпа, Дибијаскијева и Минди представљају своје налазе Белој кући. Незаинтересованост показују и председница Џејни Орлин и њен син, шеф кабинета, Џејсон.
Оглтроп подстиче Дибијанску и Миндија да прошире вест по медијима, а они то раде у јутарњем програму. Када се водитељи Џек Бремер и Бри Еванти неозбиљно постављају према овој теми, Дибијаска губи присебност и говори о претњи, због чега је исмевају на интернету. Дечко Дибијанске је јавно осуђује, док Минди добија пажњу јавности због свог изгледа. Стварне вести о претњи комете добијају мало пажње јавности и демантује их Орлинина директорка Насе, највећи донатор Орлинове без познавања астрономије. Када је Орлинова умешана у сексуални скандал са својим кандидатом за Врховни суд, она скреће пажњу и побољшава свој утисак на јавност потврђујући претњу комете која најављује пројекат да удари и преусмери комету користећи нуклеарно оружје.
Мисија је успешно покренута, али Орлинова је изненада прекида када Питер Ишервел, милијардер и извршни директор технолошког предузећа BASH и још један од главних донатора, открије да комета садржи ретке земне метале вредне милионе долара. Бела кућа пристаје да комерцијално експлоатише комету тако што ће је фрагментирати и извући из океана користећи нову технологију коју су предложили BASH-ови нобеловци у шеми која није прошла стручну рецензију научника. Бела кућа ставља на страну Дибијанску и Оглтропа, док ангажује Миндија као националног саветника за науку. Дибијанска покушава да мобилише јавно противљење шеми, али одустаје под претњом Орлинине администрације. Минди постаје истакнути глас који се залаже за комерцијалне могућности комете и започиње аферу са Евантијевом.
Мишљење света је подељено између оних који захтевају уништење комете, оних који осуђују узбуњивост и верују да ће рударење комете створити радна места и оних који поричу да комета уопште постоји. Дибијаска се враћа кући у Илиноис и започиње фаталистички однос са Јулом, крадљивцем којег упознаје на свом послу у малопродаји. Након што се Миндијева супруга суочи с њим због његове невере, враћа у Мичиген без њега. Минди испитује Ишервела да ли ће његова технологија успети да разбије комету, наљутивши милијардера. Ишервел открива да његово предузеће има тако напредну технологију да могу да испланирају сваки тренутак живота било које особе све до смрти, па чак и тачно предвиде када и како ће неко умрети. Затим каже Миндију да ће његова смрт бити једна од многих које се неће памтити. Ишервел касније открива Орлуновој да ће је убити нешто што се зове бронтерок, што за његове научнике нема никаквог смисла. Минди, који постаје љут и фрустриран администрацијом, бесни на телевизији уживо, критикујући Орлинову због умањивања важности предстојеће апокалипсе и довођења у питање будућност човечанства.
Уклоњен од администрације, Минди се мири са Дибијаском док комета постаје видљива са Земље. Минди, Дибијанска и Оглтроп организују кампању протеста на друштвеним медијима против Орлинове и BASH-а говорећи људима да „само гледају горе” и позивају друге земље да спроводе сопствене операције пресретања комете. Кина, Индија и Русија су искључене из споразума о ископавању комете, па припремају сарадњу како би одвратиле комету, али експлозија уништава њихову свемирску летелицу, остављајући Минди избезумљеног. BASH-ов покушај да разбије комету такође иде по злу и сви схватају да је човечанство осуђено на пропаст.
Ишервел, Орлинова и други у њиховом елитном кругу укрцавају се на свемирски брод за спавање дизајниран да пронађе планету сличну Земљи, нехотице остављајући Џејсона иза себе. Орлинова нуди Миндију два места на броду, али он одбија, бирајући да проведе последње вече са својом породицом, Дибијанском, Оглтропом и Јулом. Као што се очекивало, комета удара у Земљу, изазивајући катастрофу широм света и масовно изумирање.
У међусцени завршне шпице приказано је 2.000 људи који су напустили Земљу пре удара комете који слете на бујну ванземаљску планету 22.740 година касније, окончавајући свој криогени сан. Излазе из своје летелице голи и углавном празних руку, дивећи се свету погодном за живот. Орлинову је изненада убило велико створење налик птици које је покушала да помилује, што је навело Ишервела да претпостави да је то бронтерок. Затим саветује свима да не мазе бронтероке који се приближавају.
У сцени после завршне шпице приказан је Џејсон како излази из рушевина, док је преживео комету, дозива мајку и покушава да објављује на друштвеним медијима користећи свој телефон.

## Улоге
| Глумац            | Улога                         |
| ----------------- | ----------------------------- |
| Џенифер Лоренс    | Кејт Дибијаски                |
| Леонардо Дикаприо | др Рандал Минди               |
| Роб Морган        | др Клејтон „Теди” Оглторп     |
| Кејт Бланчет      | Бри Еванти                    |
| Мерил Стрип       | председница Џејни Орлин       |
| Џона Хил          | Џејсон Орлеан                 |
| Марк Рајланс      | Питер Ишервел                 |
| Тајлер Пери       | Џек Бремер                    |
| Тимоти Шаламе     | Јул                           |
| Рон Перлман       | пуковник Бенедикт Драск       |
| Аријана Гранде    | Рајли Бина                    |
| Скот Медкади      |                               |
| Химеш Пател       | Филип Каж                     |
| Мелани Лински     | Џун Минди                     |
| Мајкл Чиклис      | Ден Покети                    |
| Томер Сисли       | Адул Грелио                   |
| Пол Гилфојл       | генерал поручник Стјуарт Темс |
| Роберт Џој        | конгресмен Тенант             |
| Лијев Шрајбер     | BASH наратор                  |
| Сара Силверман    | Сара Бентерман                |
| Крис Еванс        | Девин Питерс                  |